# Paulchoffatiidae
I Paulchoffatiidae sono una famiglia di mammiferi estinti che vissero durante il Giurassico, sebbene un paio di generi provengano dal primo Cretaceo. Alcuni fossili non ancora descritti del medio giurassico inglese possono rappresentare antenati posteriori a tale classificazione. Vi sono stati ritrovamenti fossili in Portogallo, Spagna e Inghilterra. I paulchoffatidi furono membri dell'ordine dei Multituberculata di cui furono probabilmente i primi rappresentanti e sono compresi nel sottordine dei Plagiaulacida. L'attribuzione del nome si deve a G. Hahn nel 1969, in onore del geologo portoghese Léon Paul Choffat. Sono riconosciute due sottofamiglie. Il sito di ritrovamento dei fossili più cospicuo è stato Guimarota, in Portogallo. I fossili da questo sito sono generalmente costituiti dai resti parziali di mandibole o mascelle: in un solo caso (Kuehneodon) è stato possibile far collimare le due parti. Alcune mandibole e mascelle potrebbero appartenere agli stessi animali, sicché la differenziazione esagerata dei paulchoffatiidi potrebbe essere rivista. Poiché il sito è oggi una miniera di carbone abbandonata e allagata, scavi futuri sono altamente improbabili. Comunque altri siti potrebbero fare più chiarezza per una suddivisione sistematica.

## Sottofamiglia Paulchoffatiinae
Paulchoffatia, Bathmochoffatia, Guimarotodon, Henkelodon, Kielanodon, Meketibolodon, Meketichoffatia, Plesiochoffatia, Pseudobolodon, Galveodon, Sunnyodon

## Sottofamiglia Kuehneodontinae
Questo taxon comprende un solo genere, Kuehneodon, con sette specie.